# Blodnejlika
Blodnejlika (Dianthus cruentus) är en nejlikväxtart som beskrevs av August Heinrich Rudolf Grisebach.
Blodnejlika ingår i släktet nejlikor och familjen nejlikväxter. Arten är reproducerande i Sverige.